# 酒田MUSIC FACTORY
酒田MUSIC FACTORY（さかたミュージック・ファクトリー）は、山形県酒田市にあるライブハウスである。

## 概要
酒田市初の大規模なライブハウスとして2004年にオープン。メインのLIVE & CLUB　& PARTY 酒田MUSIC FACTORYの他、リハーサルスタジオ 酒田MUSIC FACTORY（酒田市大宮町2丁8-15）、Jazz Bar Jazz Rinoも構える。
座席はオールスタンディングで250人収容が可能。バンドのライブ以外にもDJイベントやアコースティックライブなども開催されている。

## 施設概要
- 所在地 : 山形県酒田市相生町2-1-6
- 最寄駅 : 羽越本線酒田駅から徒歩5分

駐車場なし